# Rodolphe Grunberg
Rodolphe Grunberg, né le 4 octobre 1924 à Wroców en Pologne (aujourd'hui Vorotsiv dans l'oblast de Lviv, en Ukraine), et mort le 19 avril 2015 à Roquefort en Lot-et-Garonne, est un inventeur, professeur, pilote amateur et ancien combattant français d'origine polonaise.

## Biographie
Rodolphe Grunberg arrive en France à l’âge de 6 ans, en 1930. Après l'obtention de son certificat d'études, il entre en apprentissage de mécanique à Cancon, puis travaille dans la forge de Monbahus. Durant la Seconde Guerre mondiale, il est fait prisonnier de guerre avant de s'évader, puis de prendre le maquis. Après la libération, il part travailler pour Dewoitine et Latécoère à Toulouse, puis à Paris dans une usine automobile, filiale de Simca, avant de partir pour Genève suivre une formation d'enseignant.
Il rejoint ensuite le Maroc où il enseigne la mécanique et le dessin industriel pendant 10 ans,. De retour en France en 1964, il reprend l'année suivante à Agen les établissements d'ouillage et de matériel agricole Bataille, qu'il rebaptise « Établissements Grunberg » (aujourd'hui « Grunberg Motoculture »), et dont la gestion a ensuite été confiée à sa femme Huguette en 1976 puis à sa fille Monique en 1998.
Entre-temps, en 1974, il conçoit et construit une voiture, la « Grunberg RG125 » à moteur essence. Il en construira cinq autres, qu'il vendra à des particuliers, mais refusera de les produire à la chaîne.
Lié d’amitié avec Pierre Mignet, le fils du concepteur d'avions Henri Mignet, Rodolphe retravaille les plans du Pou-du-ciel d'Henri en les adaptant à la législation aéronautique de l'époque. Ces travaux aboutissent à la création des plans du HM-293, puis à la construction de l'avion proprement dit, achevé en 1990. Pour le test inaugural de l'appareil (le 26 juin 1990), Rodolphe prend le manche lui-même (et sans permis), n'ayant pas trouvé de pilote volontaire. Ces plans ont pu être ensuite diffusés dans le monde entier et sont à l'origine de la conception de plus d'une centaine de Pou-du-ciel, en France mais aussi en Belgique, en Grande Bretagne, en Australie, en Nouvelle-Zélande et au Québec.
Il se lance ensuite dans la construction d'un orgue de Barbarie fonctionnel ainsi que d'une réplique à l'échelle 0.75 d'une automobile Le Zèbre, un modèle datant des années 1910,.
Il meurt le 19 avril 2015. En 2016, son exemplaire du « Pou » est exposé au musée aéronautique Aéroscopia à Blagnac.

## Galerie

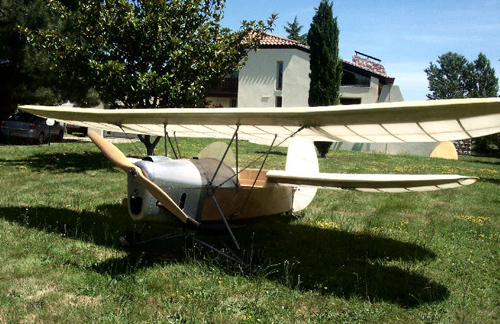
HM 293 de Rodolphe Grunberg